# Charakter (film)
Charakter (nider. Karakter) – holendersko-belgijski dramat filmowy z 1997 roku w reżyserii Mike'a van Diema. Scenariusz został oparty na podstawie bestsellerowej powieści Ferdinanda Bordewijka z 1938 roku.
Film zdobył trzeciego dla kinematografii holenderskiej Oscara dla najlepszego filmu nieanglojęzycznego. Wśród wielu wyróżnień dla filmu znalazła się też Złota Żaba za najlepsze zdjęcia dla operatora Rogiera Stoffersa na MFF Camerimage.

## Opis fabuły
W 1934 r. dochodzi w Rotterdamie do ostrej kłótni pomiędzy młodym, ambitnym adeptem studiów prawniczych Jacobem Willemem Katadreuffe a nadpobudliwym wysokim urzędnikiem sądowym Dreverhavenem. W dzień otrzymania upragnionego dyplomu zakrwawiony Katadreuffe opuszcza kancelarię Dreverhavena, a dzień później zostaje aresztowany pod zarzutem zamordowania urzędnika. Młody prawnik twierdzi, że jest niewinny i na dowód tego opowiada komendantowi policji pogmatwaną historię swojego życia.

## Produkcja
Większość zdjęć do filmu została nakręcona we Wrocławiu. Pozostała część zdjęć powstała w Holandii (Amsterdam, Haarlem, Rotterdam, Utrecht), Belgii (Bruksela, Antwerpia, Gandawa) i Niemczech (Hamburg).

## Obsada
- Fedja van Huêt jako Katadreuffe
- Jan Decleir jako Dreverhaven
- Betty Schuurman jako Joba Katadreuffe
- Tamar van den Dop jako Lorna Te George
- Victor Löw jako De Gankelaar
- Hans Kesting jako Jan Maan
- Lou Landré jako Rentenstein
- Bernard Droog jako Stroomkoning
- Frans Vorstman jako inspektor de Bree
- Fred Goessens jako Schuwagt
- Jasper Gottlieb jako Jacob (w wieku sześciu lat)
- Marius Gottlieb jako Jacob (w wieku sześciu lat)
- Pavlik Jansen op de Haar jako Jacob (w wieku dwunastu lat)
- Marisa Van Eyle jako Jiffrouw Sibculo
- Wim Van Der Grijn jako drugi inspektor
- Jos Verbist jako brygadier
- Jaap Spijkers jako Overbuurman
- Mark Rietman jako Van Rijn
- Jack Hedley jako pan Forester
- Janusz Chabior
- Marzena Sztuka